# Senofonte (nome)
Senofonte  è un nome proprio di persona italiano maschile.

## Varianti in altre lingue
- Ceco: Xenofón
- Greco antico: Ξενοφων (Xenophon)[1]
- Greco moderno: Ξενοφών  (Xenofōn)
- Inglese: Xenophon
- Polacco: Ksenofont
- Spagnolo: Jenofonte
- Ungherese: Xenophón

## Origine e diffusione
Continua il nome greco Ξενοφων (Xenophon), composto da ξενος (xenos, "straniero", da cui anche Xenia e Polissena) e φωνη (phone, "voce"); il significato è quindi "voce straniera". Altre fonti interpretano il secondo elemento con φονη (phoné), "uccidere", dando quindi il significato di "che uccide gli stranieri".

## Onomastico
L'onomastico ricorre il 26 gennaio in memoria di san Senofonte, festeggiato con la moglie Maria e i figli Giovanni e Arcadio.

## Persone

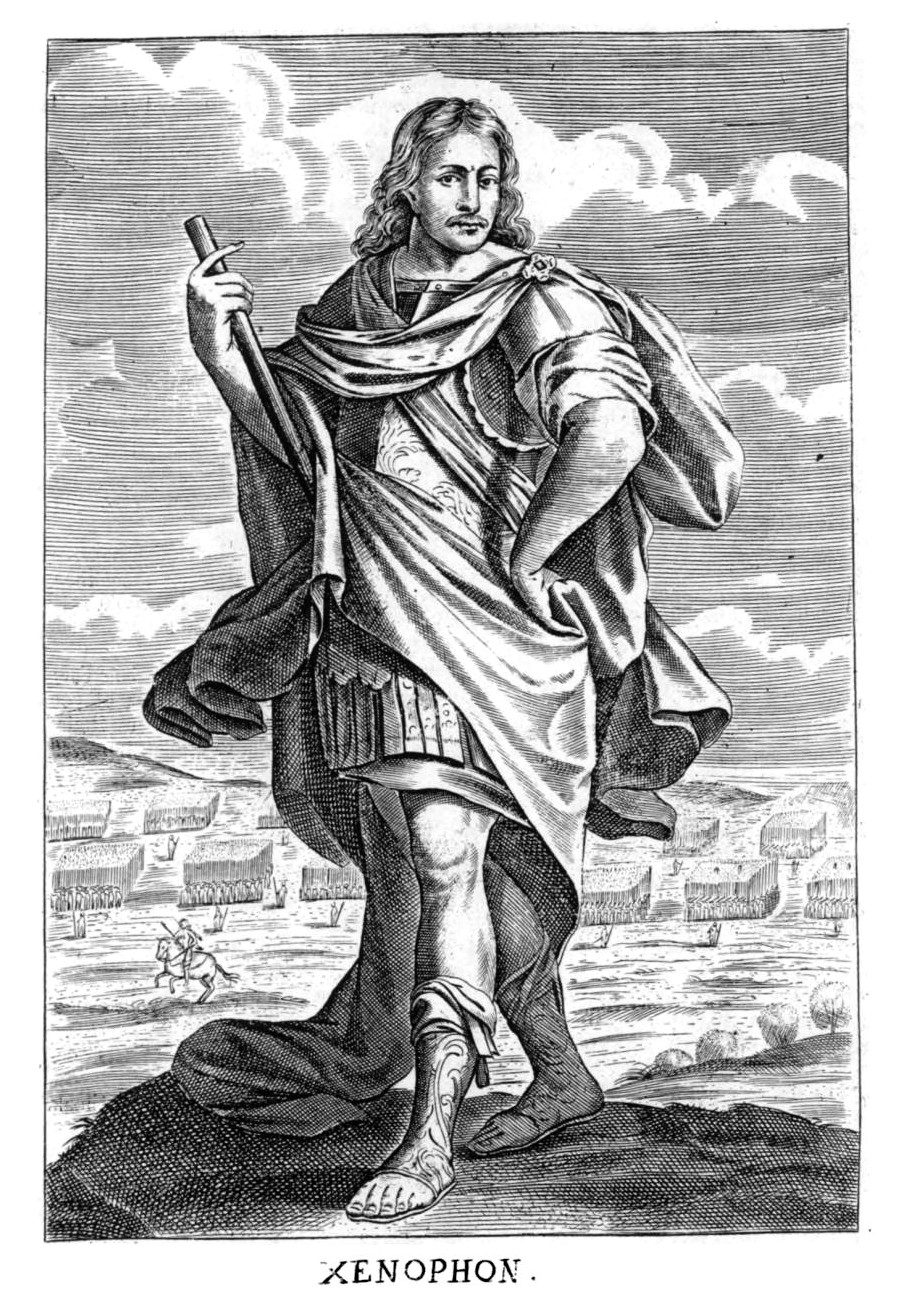
Senofonte

- Senofonte, storico e mercenario ateniese
- Senofonte Efesio, filosofo e scrittore greco antico

### Variante Xenofōn
- Xenofōn Zolōtas, economista greco